# Église de la Nativité-de-la-Vierge de Forest-l'Abbaye
L'église de la Nativité-de-la-Sainte-Vierge est située sur le territoire de la commune de Forest-l'Abbaye, en bordure de la forêt de Crécy, dans l'ouest du département français de la Somme en région Hauts-de-France.

## Historique
Le chœur de l'église, très ancien, a été construit au XIIe siècle. La nef, plus tardive, a été rebâtie au milieu du XVIIe siècle, à la suite de sa destruction consécutive aux incursions espagnoles vers 1635. L'église de Forest-l'Abbaye est protégée au titre des monuments historiques, par arrêté de classement du 20 février 1920.

## Caractéristiques
Particulière dans sa conception, l'église est construite en pierre pour le chœur, en bois et en torchis pour la nef. Le chœur est remarquable par ses ouvertures de style roman. L'église primitive aurait été construite par les Templiers,.
Une croix et un cavalier chassant un sanglier sont gravés sur la pierre qui sert d'autel. Selon la légende, les Templiers ramenèrent à Forest-l'Abbaye une relique de saint Blaise composée d'un morceau de son bras tenant un bout de tissu. Cette relique est aujourd'hui conservée à la mairie de Forest-l'Abbaye.
En 1982 a été retrouvée une pierre tombale en deux endroits différents de l'église, le sol d'origine de la construction a été également été mis au jour.

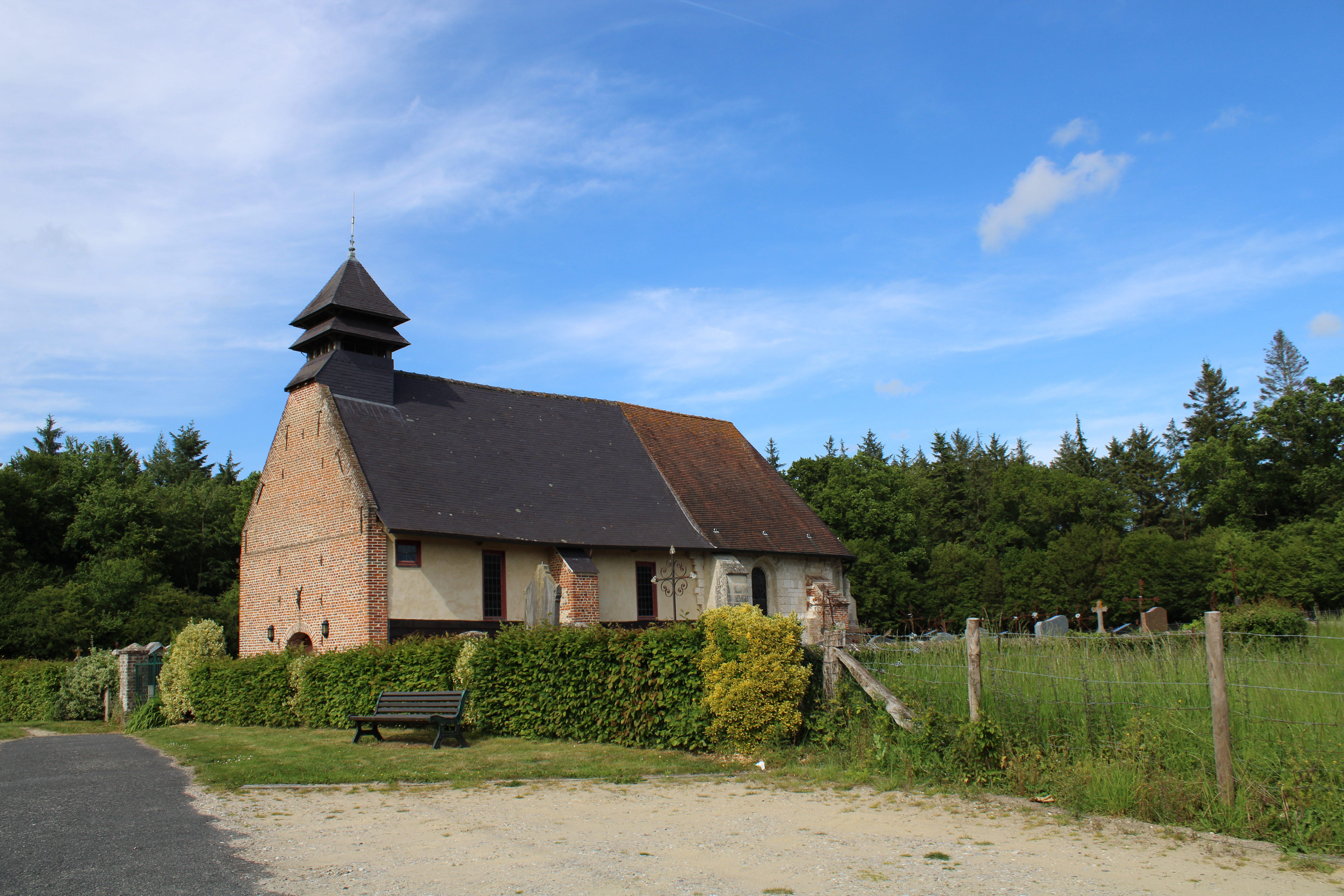
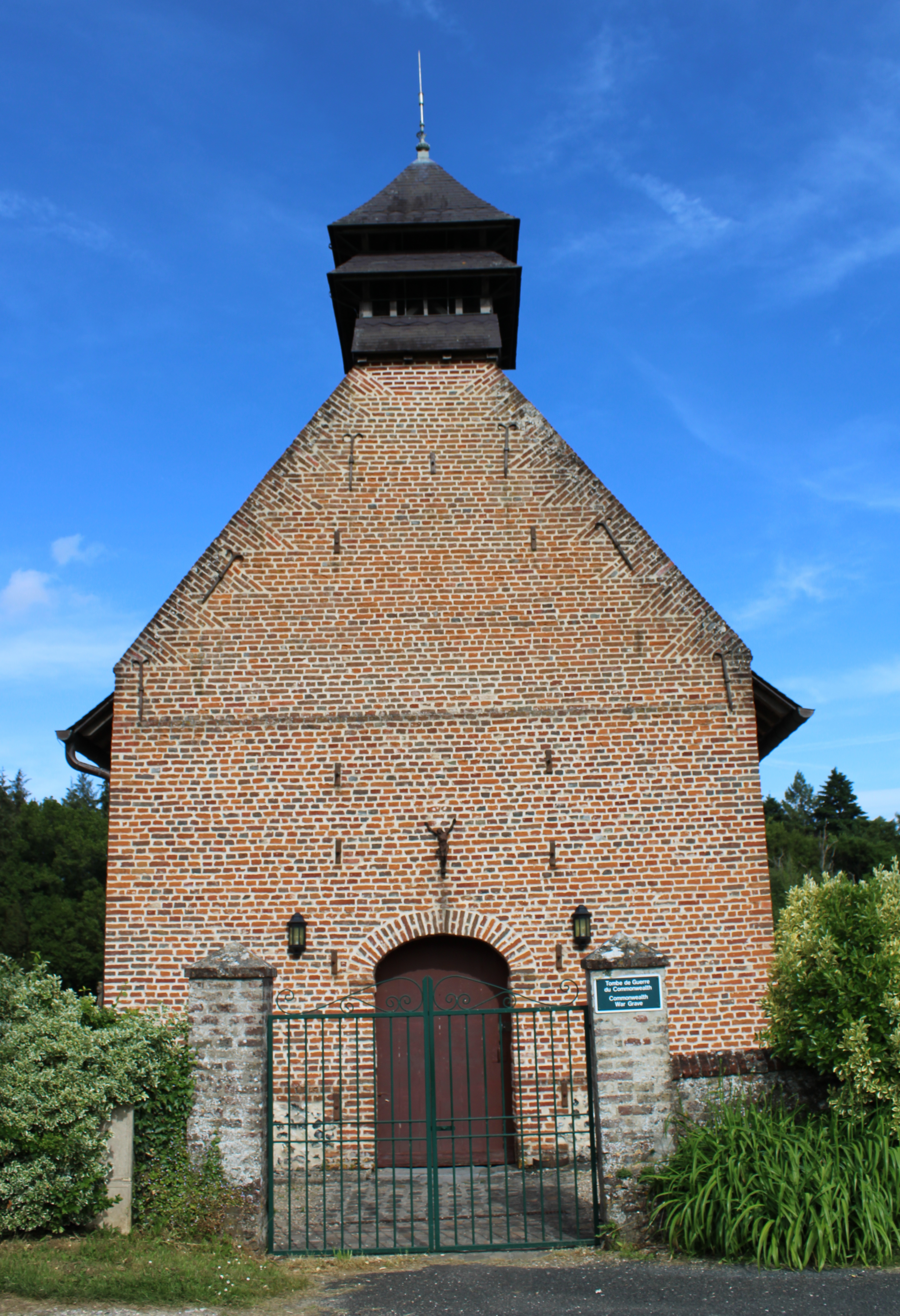
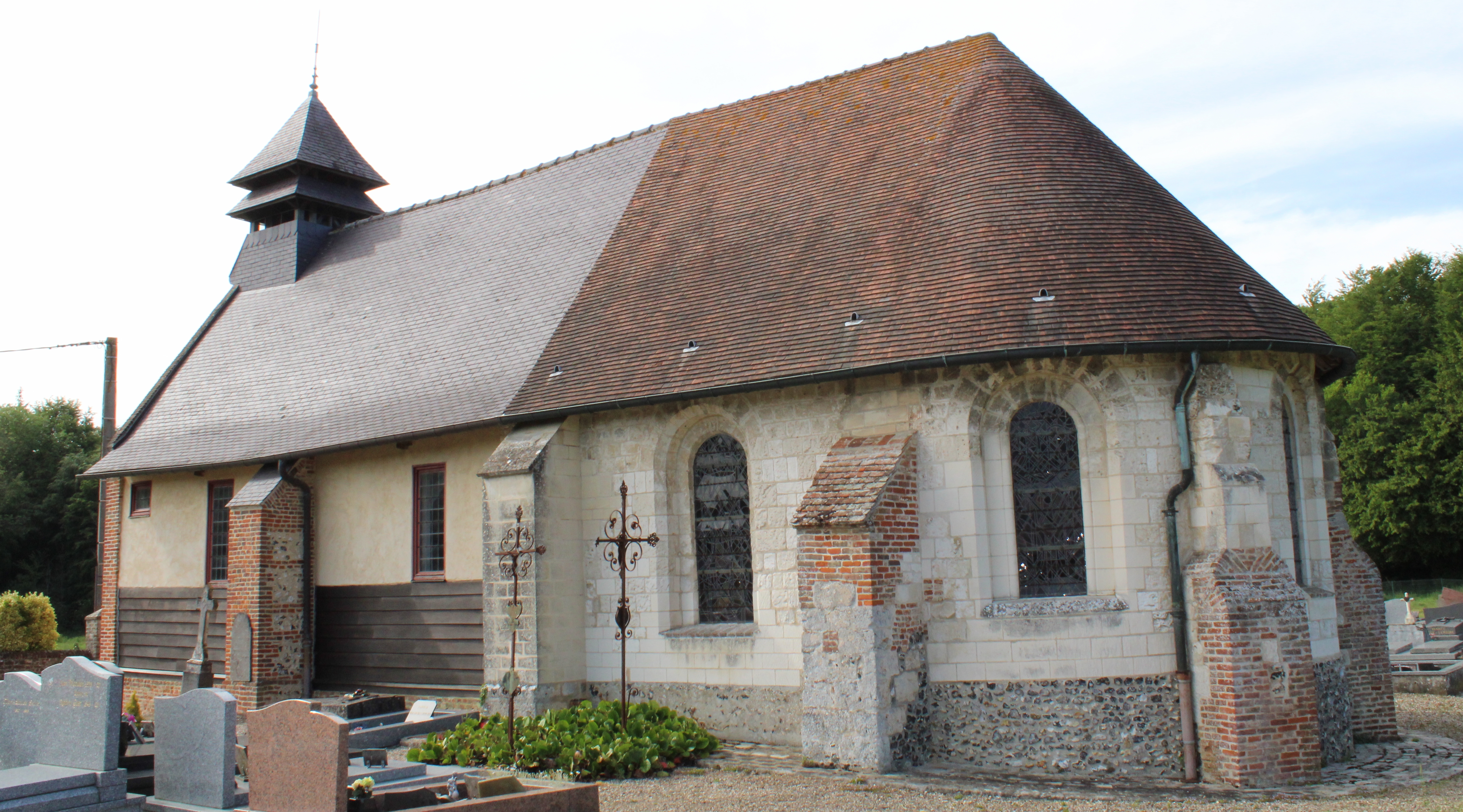
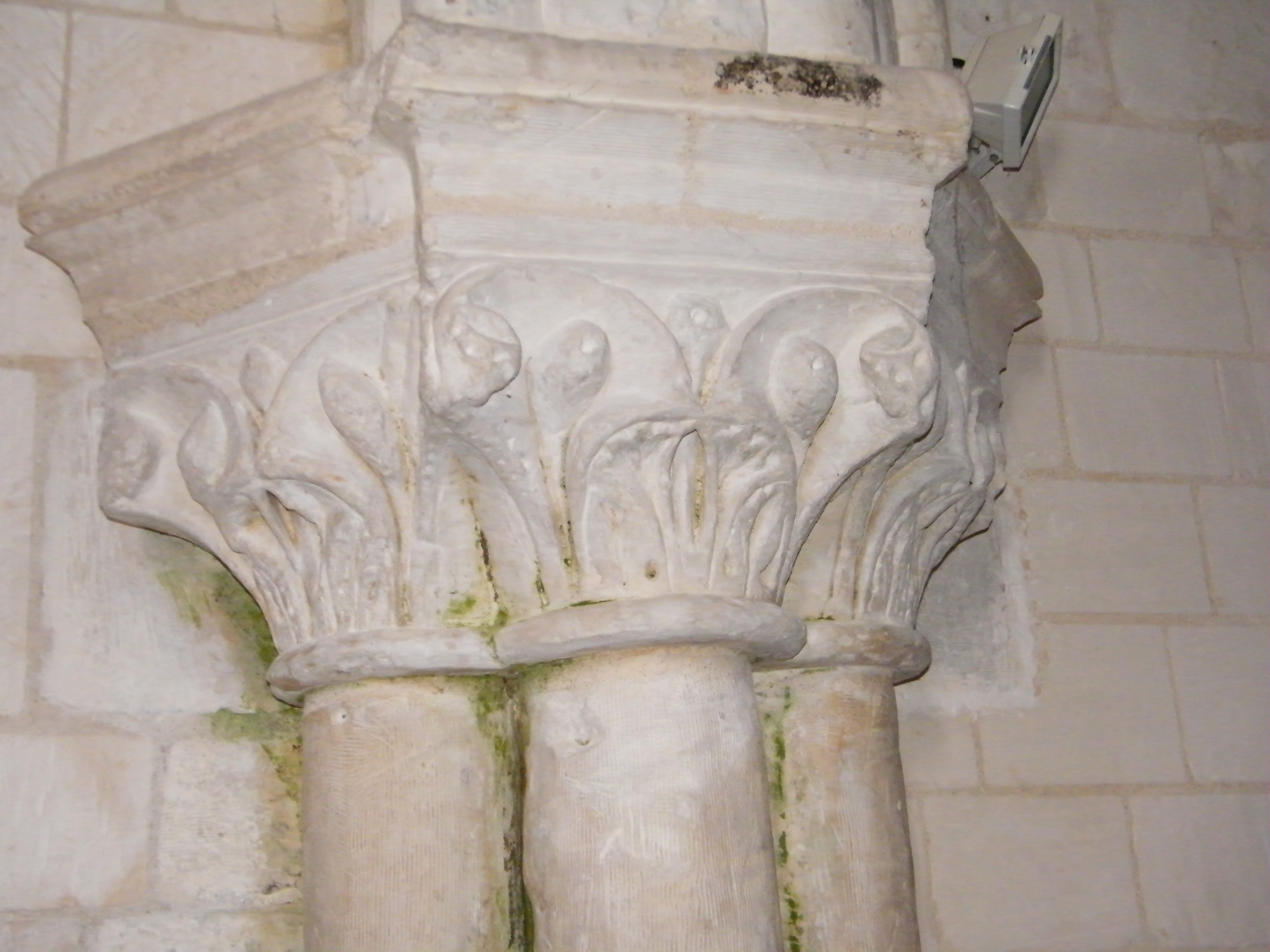
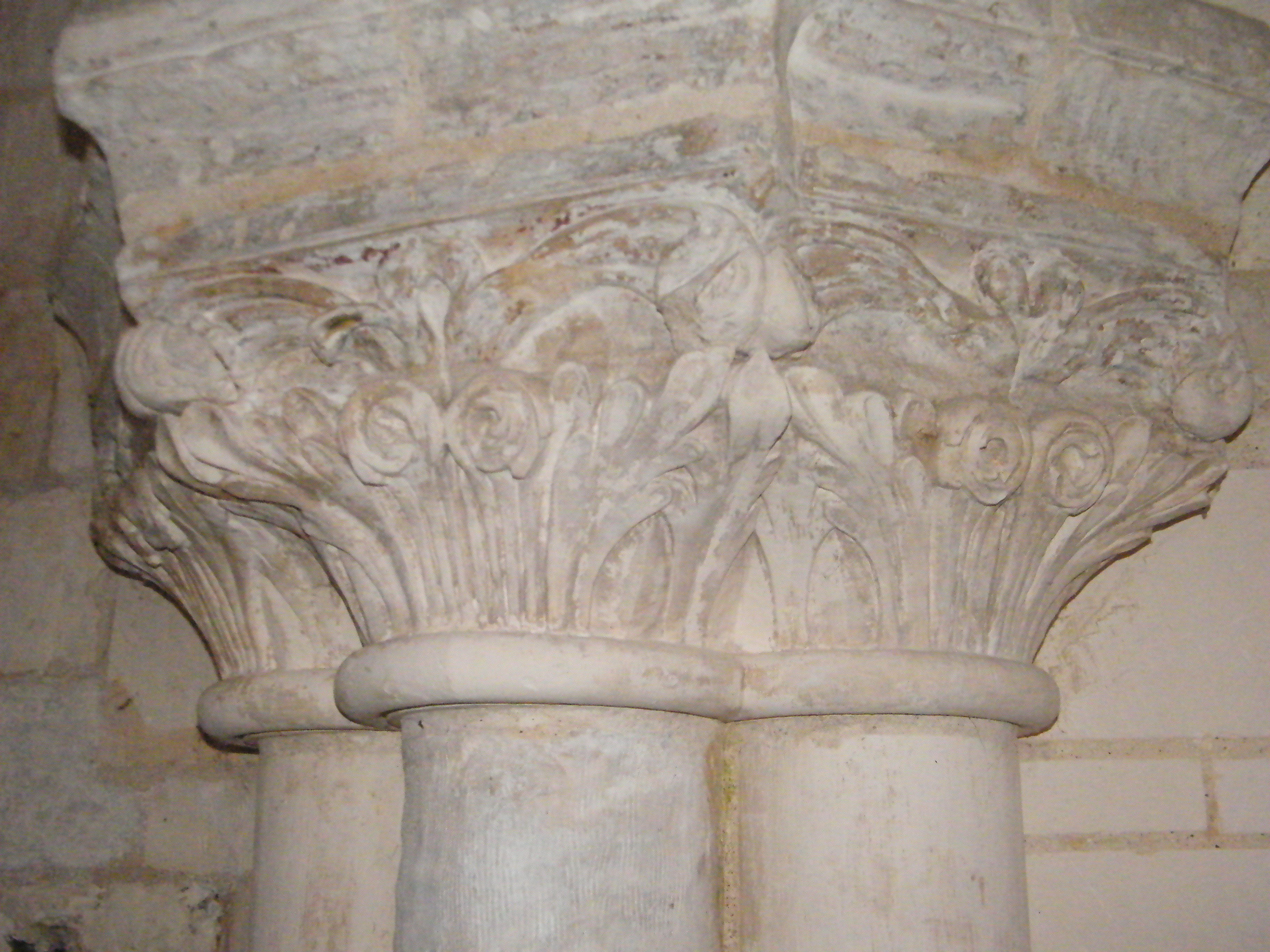
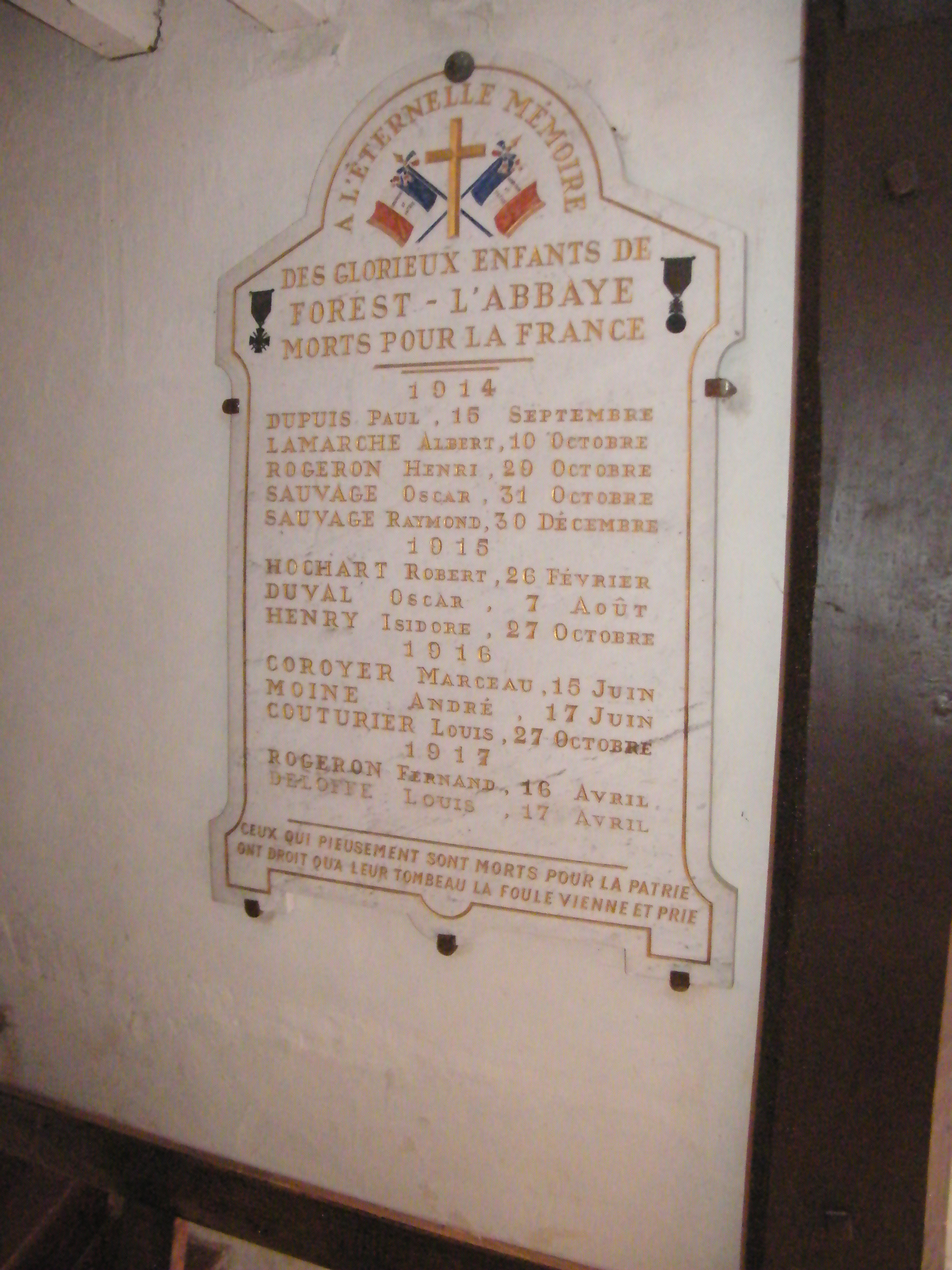